# Ga Thanh Luyện
Ga Thanh Luyện là một nhà ga xe lửa tại huyện Hương Khê, tỉnh Hà Tĩnh. Nhà ga là một điểm trên tuyến đường sắt Bắc Nam tiếp nối sau ga Hòa Duyệt và trước ga Chu Lễ.